# 루스 그레이엄
루스 벨 그레이엄 (Ruth Bell Graham), 혹은 루스 그레이엄 (Ruth Graham, 1920년 6월 10일 ~ 2007년 6월 14일) 은 미국의 남침례회 목사인 빌리 그레이엄의 부인이다. 루스 벨의 부친 넬슨 벨(L. Nelson Bell)과 모친 버지니아 벨(Verginia Leftwitch Bell)은 의료 선교사로 샹하이 칭장푸(Qingjiangpu : 현재 화이안 시)에 있는 장로교 병원에서 1916년에서 1941년까지 25년간 봉사했다. 루스 벨은 13살때 한국 평양에 있는 그당시 명문 기숙사학교였던 평양외국인학교 (Pyeng Yang Foreign School)로 유학가서 소녀시절을 평양에서 보냈다. 그 곳에서 3년간 공부한 뒤 1937년 미국으로 들어가 노스캐롤라이나주 몬트릿(Montreat)에서 고등학교를 졸업하고 일리노이주에 있는 휘튼 대학(Wheaton College)에 진학했다. 대학에서 빌리 그레이엄을 만나게 되고 대학을 졸업한 뒤 1943년 결혼했다.
루스 벨의 각별한 남편 빌리 그레이엄의 전도활동에 대한 내조와 어린이 건강센터를 통한 봉사 활동은 높이 평가 받아서 1996년 미의회가 국내외의 민간인에 수여하는 최고위의 상 의회 명예 훈장(Congressional Gold Medal)을 국회 의사당 로턴다(원형홀:Rotunda)에서 거행된 기념식에서 빌리 그레이엄과 함께 루스벨에게 수여되었다. 1997년 막내인 차남 네드 그레이엄과 장녀 지지와 함께 평양을 방문해서 평양 봉수교회에서 예배시간에 간증하는 시간도 갖었다. 루스 벨이 평양을 떠난지 60년만에 평양을 다시방문한 것이다. 환영만찬에서 북한 외무상 김영남의 환영을 받았다.
루스 벨과 빌리 그레이엄은 슬하에 세 딸: 버지니아(지지)(Virginia (Gigi)); 앤(Anne); 루스 디너트(Ruth Dienert)와 두 아들 프랭크린( Franklin), 네드(Ned) 모두 5명의 아이들을 가졌다. 루스 벨 그레이엄은 2007년 87세 나이로 타계했다. 고인은 노스캐롤라이나주 샬럿에 있는 빌리 그레이엄 기념 도서관 옆 추모정원에 묻혔다.

## 저서
루스 벨 그레이엄이 저자이거나 또는 공저로 출판한 책은 14권에 달한다. 시집을 많이 냈고 일반잡지에 기고문도 많이 집필했다.
- 《Our Christmas Story》(우리들의 성탄 이야기, 1959년작).
- 《Footprints of a Pilgrim》(순례의 발자취, 2001년출판)-루스 벨 그레이엄의 일생과 사랑